# دیوید رابرتز (ورزشکار)
دیوید رابرتز (انگلیسی: David Roberts؛ زادهٔ july ۲۳, ۱۹۵۱ (۷۳ سال)) ورزشکار دو و میدانی اهل ایالات متحده آمریکا است.